# Ernst Czóbel

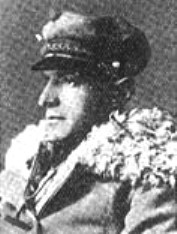
Ernst Czóbel

Ernst Czóbel (* 16. Oktober 1886 in Budapest, Österreich-Ungarn; † 12. Juli 1953 ebenda) war ein ungarischer Historiker, Übersetzer, Diplomat und Politiker.

## Leben
Ab 1903 war er aktiver Sozialdemokrat in der Sozialdemokratischen Partei Ungarns. 1919 wurde er Botschafter der ungarischen Sowjetrepublik in Wien und im selben Jahr in Budapest verhaftet. Von 1922 bis 1947 lebte er in der Sowjetunion und war zwischenzeitlich von 1936 bis 1945 erneut inhaftiert.
Czóbel war unter anderem stellvertretender Direktor des Moskauer Marx-Engels-Instituts und Mitarbeiter der Ersten Marx-Engels-Gesamtausgabe.
Sein älterer Bruder Béla Czóbel (1883–1976) war ein expressionistischer Künstler. Er war mit der Schriftstellerin Sarolta Lányi (1891–1975) verheiratet.

## Veröffentlichungen
- Zur Verbreitung der Worte „Sozialist“ und „Sozialismus“ in Deutschland und Ungarn. In: Archiv für die Geschichte des Sozialismus und der Arbeiterbewegung. Band 3. Hirschfeld, Leipzig 1913, S. 481 ff. FES
- Zur Geschichte des Kommunistenbundes. Die Kölner Bundesgemeinde vor der Revolution. In: Archiv für die Geschichte des Sozialismus und der Arbeiterbewegung. Band 11. Hirschfeld, Leipzig 1925, S. 299 ff. FES
- Der Kölner Arbeiterverein 1848/49. In: Marx-Engels-Archiv. Zeitschrift des Marx-Engels-Instituts in Moskau hrsg. von D. Rjazanov. Band 1. Marx-Engels-Archiv Verlagsgesellschaft, Frankfurt am Main 1926, S. 429–440.
- Friedrich Engels. Sieben Rezensionen über den I. Band des Marxschen „Kapital“. Mit Einführung von Ernst Czóbel. In: Marx-Engels-Archiv. Zeitschrift des Marx-Engels-Instituts in Moskau hrsg. von D. Rjazanov. Band 2. Marx-Engels-Archiv Verlagsgesellschaft, Frankfurt am Main 1927, S. 427–462.
- Rjazanow als Marx - Forscher. In: Unter dem Banner des Marxismus. IV. Jg. 1930, 401–417.
- Lettres à Kugelmann (1862–1874) K. Marx. Préf. de Lénine. Introd. de E. Czobel. Ed. Sociales Internat., Paris 1930.
- (Hrsg.): Karl Marx. Chronik seines Lebens in Einzeldaten. Ring Verlag, Zürich 1934 (Reprint: makol, Frankfurt am Main 1971).
- Willi Schulz, Ernst Czobel: Friedrich Engels, der Denker und Revolutionär. Ring-Verlag, Zürich 1935.